# Лопес, Майкл
Майкл Стивен Лопес (исп. Michael Steven López; род. 19 августа 1997, Ломас-де-Самора, Буэнос-Айрес) — аргентинский футболист, нападающий клуба «Лахти».

## Карьера

### «Банфилд»
Этот футболист в детстве попал в структуру клуба «Банфилд» из Буэнос-Айреса и прошёл все ступени вплоть до основного состава. Дебютировал за основную команду 14 октября 2017 года в матче против «Эстудиантеса», заменив на замену на 84 минуте Дарио Цвитанича. Первым результативным действием отличился 5 декабря 2017 года в матче против клуба «Сан-Мартин», отдав голевую передачу. Дебютный гол за клуб забил 19 июля 2018 года в матче Кубка Аргентины клуба «Хенераль Ламадрид».

#### Аренда в «Дефенсорес де Бельграно»
В декабре 2018 года отправился в аренду в «Дефенсорес де Бельграно». Дебютировал за клуб 18 февраля 2019 года в матче против «Олимпо», выйдя на замену на 66 минуте. Провёл за клуб всего 7 матчей и в июне 2018 года покинул клуб.

#### Аренда в «Феникс» Буэнос-Айрес
В июле 2019 года отправился в аренду в «Феникс». Дебютировал за клуб 3 августа 2019 года в матче против клуба «Альмиранте Браун», выйдя в стартовом составе и отыграв весь матч. Дебютный гол за клуб забил 16 сентября 2019 года в матче против клуба «Фландрия». Провёл за клуб 18 матчей, в которых отличился 1 голом. По окончании аренды покинул клуб. По возвращении в «Банфилд» тренировался с резервной командой.

### «Минск»
В марте 2021 года перешёл в белорусский клуб «Минск». Дебютировал за клуб 6 марта 2021 года в матче Кубка Белоруссии против «Ислочи», выйдя на замену на 81 минуте. Дебютный матч в Высшей Лиге сыграл 13 марта 2021 года против солигорского «Шахтёра». Дебютный гол  за клуб забил 17 апреля 2021 года в матче против гродненского «Немана». В матче 11 июня 2021 года против мозырской «Славии» записал на свой счёт дубль. В следующем матче 17 июня 2021 года против «Энергетика-БГУ» снова отличился 2 забитыми голами. Стал лучшим игроком клуба в июне 2021 года. По итогу сезона стал одним из ключевых игроков клуба, где в 27 матчах во всех турнирах отличился 7 голами и 1 результативной передачей. В декабре 2021 года покинул клуб.

### «Оулу»
В декабре 2021 года стал игроком финского клуба «Оулу». Дебютировал за клуб 29 января 2022 года в матче Кубка финской лиги против клуба СИК. Дебютировал в чемпионате футболист 2 апреля 2022 года в матче против клуба ВПС, отличившись также дебютным забитым голом. Затем футболист начал голевую серию из 5 забитых мячей в 4 матчах, которую окончил 17 апреля 2022 года в матче против «Ильвеса», записав на свой счёт дубль. В матче 28 сентября 2022 года против клуба «Мариехамн» снова записал на свой счёт дубль. В конце октября 2022 года футболист сообщил, что по окончании контракта покидает клуб. По итогу сезона футболист стал лучшим бомбардиром клуба, отличившись 11 забитыми голами, также отметившись 3 результативными передачами.

### «Шериф»
В январе 2023 года футболист находился в распоряжении тираспольского «Шерифа». В феврале 2023 года футболист официально перешёл в молдавский клуб. Дебютировал за клуб 4 марта 2023 года в матче Кубка Молдавии против клуба «Дачия-Буюкань», в котором аргентинский футболист забил дебютные голы, отличившись дублем. Дебютный матч в молдавской Суперлиге сыграл 13 марта 2023 года в матче против клуба «Бэлць». Вместе с клубом стал победителем молдавской Суперлиги. Также вместе с клубом стал обладателем Кубка Молдовы, в финале 28 мая 2023 года в серии пенальти обыграв клуб «Бэлць». В июне 2023 года футболист покинул клуб, расторгнув контракт по соглашению сторон.

### «Хонка»
В июле 2023 года футболист присоединился к финскому клубу «Хонка», с которым подписал контракт на полтора сезона. Дебютировал за клуб 13 августа 2023 года в матче против «Интера», выйдя на поле в стартовом составе. Дебютный гол за клуб забил 18 августа 2023 года в матче против клуба «Мариехамн». Вместе с клубом стал серебряным призёром Кубок Финляндии, где в финале 30 сентября 2023 года уступил клубу «Ильвес». Также по итогу сезона футболист вместе с клубом занял пятое итоговое место в чемпионате, затем отправившись выступать в финальный этап за место в квалификациях Лиги конференций УЕФА, где в финале по сумме матчей уступили клубу ВПС. По окончании сезона футболист покинул клуб.

### «Лахти»
В феврале 2024 года футболист стал игроком финского клуба «Лахти», подписав контракт до конца сезона. Дебютировал за клуб футболист 17 февраля 2024 года в матче Кубка финской лиги против клуба «Гнистан», выйдя на поле в стартовом составе и отличившись своим дебютным забитым голом. Первый матч в чемпионате футболист сыграл 6 апреля 2024 года против клуба «Ильвес», выйдя на поле в стартовом составе. Первым забитым голом в чемпионате футболист отличился 20 апреля 2024 года в матче против клуба «Хака».

## Достижения
«Шериф»
- Чемпион Молдавии: 2022/23
- Обладатель Кубка Молдовы: 2022/23